# JR貨物19D形コンテナ
JR貨物19D形コンテナ（JRかもつ19Dがたコンテナ）は、日本貨物鉄道（JR貨物）が配備している、鉄道輸送用長さ12ftの5トン積み有蓋コンテナである。

## 概要
本形式は阪神・淡路大震災を機に、19B形を改良し、内航船による鉄道代行輸送体制に即応出来るようにした形式である。
登場時は、旧型の国鉄コンテナの老朽取換用として製造されていたが、2001年（平成13年）以降、18D形などのJR初期に製造されたコンテナも置き換えている。2017年（平成29年）度までは、形式の変更を伴わない程度の仕様変更を重ねながら、JR貨物の主力コンテナ形式として19G形とともに増備が続いていた。
2018年（平成30年）度より背高仕様となった20D形へ製造が移行したが、2025年（令和7年）度より、従来の高さの需要に応え、60000番台の増備を開始した。

## 構造
19B形との相違点は、コンテナ下部四隅に内航船積固定用のツイストロック式のホール形隅金具がついた点であり、従来から内航用コンテナ輸送で使われているトラックは、鉄道12ft形コンテナ専用の特殊な緊締金具をほぼ付けていないので、有事の際に内航船による鉄道コンテナの代行輸送時では、応援輸送することが出来ない。これを解消するために内航用コンテナでも広く使われているツイストロック式の隅金具を取り付けて、代行輸送トラック不足の解消を図っている。もう一つは、上部四隅にクレーン吊り作業に対応した簡易式隅金具が新たに付属した点である。簡易式隅金具の設計は他に例を見ない特殊なつくりとなっており、設置スペースの限られるコンテナの角部位へも設置しやすくするために、通常はサイコロ状のホールブロック六面のうち、本来は片長手側の外面側にO形状に見えている穴表面を極限まで切り落とし、さらに外側に出ないように逆L字に加工した外柱を埋め込み外側からは穴面が見えない。また進行方向に面した片妻壁側はU形状の穴面に加工している。
両側対面扉二方開きで、外法寸法は高さ2,500mm、幅2,450mm、長さ3,715mm。最小内法寸法は高さ2,252mm、幅2,270mm、長さ3,642mm。側入口は高さ2,187mm、幅3,635mm。床面積は8.3m2、内容積は18.7m3。最大積載量は5tである。

## 沿革
1995年（平成7年）より製造されている。2017年（平成29年）までに48217個が製造された。 製造時期により、以下の変更点がある。
- 1995年 （平成7年）- 東急車輛（現在の総合車両製作所）大阪製作所にて第1号が落成した。

- 形状、塗装は19B形に準じており、赤紫色（JRFレッド）一色に、白色のシールで側面および妻面の右上にJRFマーク、側面中央には横長で菱形状の線が配され、側面左下にJRマークと「日本貨物鉄道株式会社」の文字が入れられる。
- その後、1996年（平成8年）3月までに、内航コンテナ下部四隅に内航船積固定用のツイストロック式のホール形隅金具と、上部四隅にクレーン吊り作業に対応した簡易式隅金具の試験を実施。
- また、19D-1~5はロゴ上部がエラーロゴとなっている（トップ画像参照）。

- 1997年（平成9年）度に製造された0番台（量産型）は、左下の社名表記が「日本貨物鉄道株式会社」から「JR貨物」に変更されている。4950個が製造された。
- 2001年（平成13年）度より製造された5000番台は、屋根リブの追加やドア補強金具を2個から3個にしたなど、補強が行われている。2006年（平成18年）までに20700個が製造された。また、側面左上にキャッチコピーが書かれたステッカーが貼られるようになり、前期では「環境にやさしい鉄道貨物輸送」、中期では「環境にやさしい鉄道輸送」、後期では「環境にやさしい鉄道コンテナ」となった。
- 2002年（平成14年） 度に製造された、12101、12102の2個は、通風孔における平面真横スライド方式の試作が行われた。この通風孔は翌年に登場したV19B形より採用されている。のちに当該個体は鉄板で塞がれている。
- 2007年（平成19年）度より製造された30000番台は、妻面のリブが太いものになり、その代わりとして7本から6本に削減されている。また、今回の区分より新製当時よりエコレールマークのシールが貼り付けられている。2017年（平成29年）までに21610個が製造された。同年度に製造された個体の一部は半ドア防止対策機能やセルフクリーニング機能が付いている。
- 2008年（平成20年）度に製造された個体の一部はエラーロゴとなっている。のちに一部の個体がリニューアルされた個体に準じた塗装に変更されている。
- 2009年（平成21年）度に製造された個体の一部は50周年記念塗装である。
- 2011年（平成23年）度に2個が製造された90000番台は、ドアロッドが4本となっており、荷票の位置や、リブの形状が異なる。塗装は黄緑6号を基調とし、側面左上にJRマーク、その下に「JR貨物」の文字が入れられており、18D形に似たデザインとなっている。左下にはエコレールマークを貼り付けている。これらの個体は宇都宮貨物ターミナル駅→札幌貨物ターミナル駅→苫小牧貨物駅→宇都宮貨物ターミナル駅間の限定運用となっており、のちに限定運用を示す表記が側面右上に追加されている。
- 2012年（平成24年）度以降に製造された日本製の個体は総合車両製作所にて製造されるようになった。同年に製造された80000番台は、東日本大震災による本形式を含めた一部が被災したため、2012年（平成24年）に国の復旧・復興費用を使い製造された。また、被災したコンテナの多くがドアが凹む等の破損をしており、破損事故を削減するため、ドアの強度を強化している。791個が製造された。なお80000番台製造分の欠番として、37111 - 37900が欠番となっている。
- 2014年（平成26年）度以降に製造された個体の一部は側面中央の出っ張りが省略されている。また、同年7月に製造された第42001号より塗装が変更され、JRFマークと白線が廃止され、側面右上にJRマーク、その下およびに妻面右上に「JR貨物」の文字が入れられる。
- 2016年（平成28年）度以降、90000番台が日新通運によって増備開始された。
- 2017年（平成29年）30000番台、90000番台が製造終了となり、一旦すべての増備が20D形に移行する。
- 2025年（令和7年）60000番台を製造開始。

## 製作状況・ロット
- 1995年（平成7年）度 - 10個（1 - 10）
- 1997年（平成9年）度 - 4,950個（11 - 4960）
- 2001年（平成13年）度～2003年（平成15年）度 - 15,500個（5001 - 20500）
- 2004年（平成16年）度 - 2,000個（20501 - 22500）
- 2005年（平成17年）度 - 2,200個（22501 - 24700）
- 2006年（平成18年）度 - 1,000個（24701 - 25700）
- 2007年（平成19年）度 - 2,000個（30001 - 32000=東急和歌山）
- 2008年（平成20年）度 - 1,000個（32001 - 32600=東急和歌山、32601 - 33000=CIMCエラーロゴ、）
- 2009年（平成21年）度 - 700個（33101 - 33700=東急和歌山、33001 - 33100、34651 - 35350=CIMC）
- 2010年（平成22年）度 - 300個（33701 - 34000=東急和歌山）
- 2011年（平成23年）度 - 2,000個（34001 - 34650、35351 - 36000、90001=東急和歌山、34651～35350、90002=CIMC）
- 2012年（平成24年）度 - 3,001個（36000 - 37110、80001 - 80791=総合和歌山、37901 - 39000=CIMC）
- 2013年（平成25年）度 - 2,200個（39001 - 40350=総合和歌山、40351 - 41200=CIMC）
- 2014年（平成26年）度 - 3,450個（41201 - 44100総合和歌山、44101 - 44650=CIMC）
- 2015年（平成27年）度 - 3,300個（44651 - 47950=総合和歌山）
- 2016年（平成28年）度 - 2,003個（47951 - 49950=総合和歌山、90003 - 90005=日新通運）
- 2017年（平成29年）度 - 2,600個（49951 - 51900=総合和歌山、51901 - 52400=CIMC、90006 - 90155=日新通運)
- 2025年（令和7年）度 - 400~個（60001 - 60400=総合和歌山)

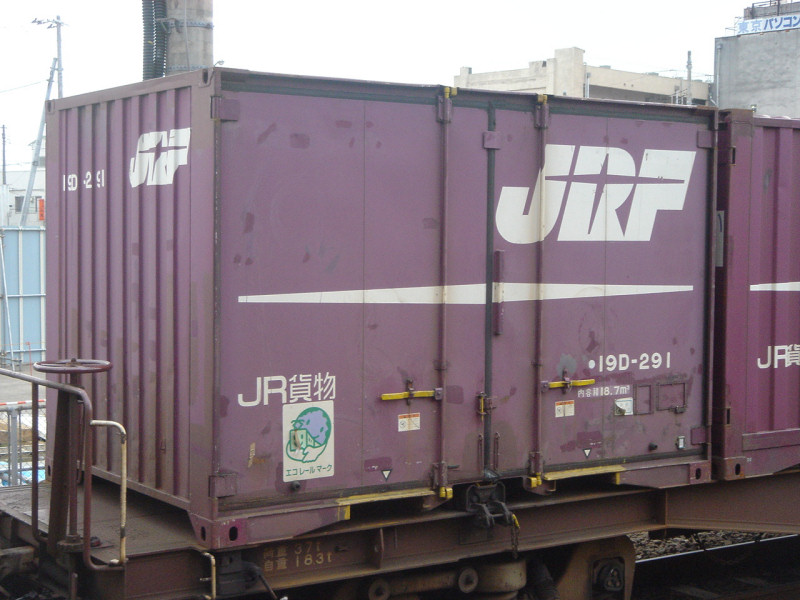
0番台、19D-291（千葉県／蘇我駅にて、2008年7月26日撮影）
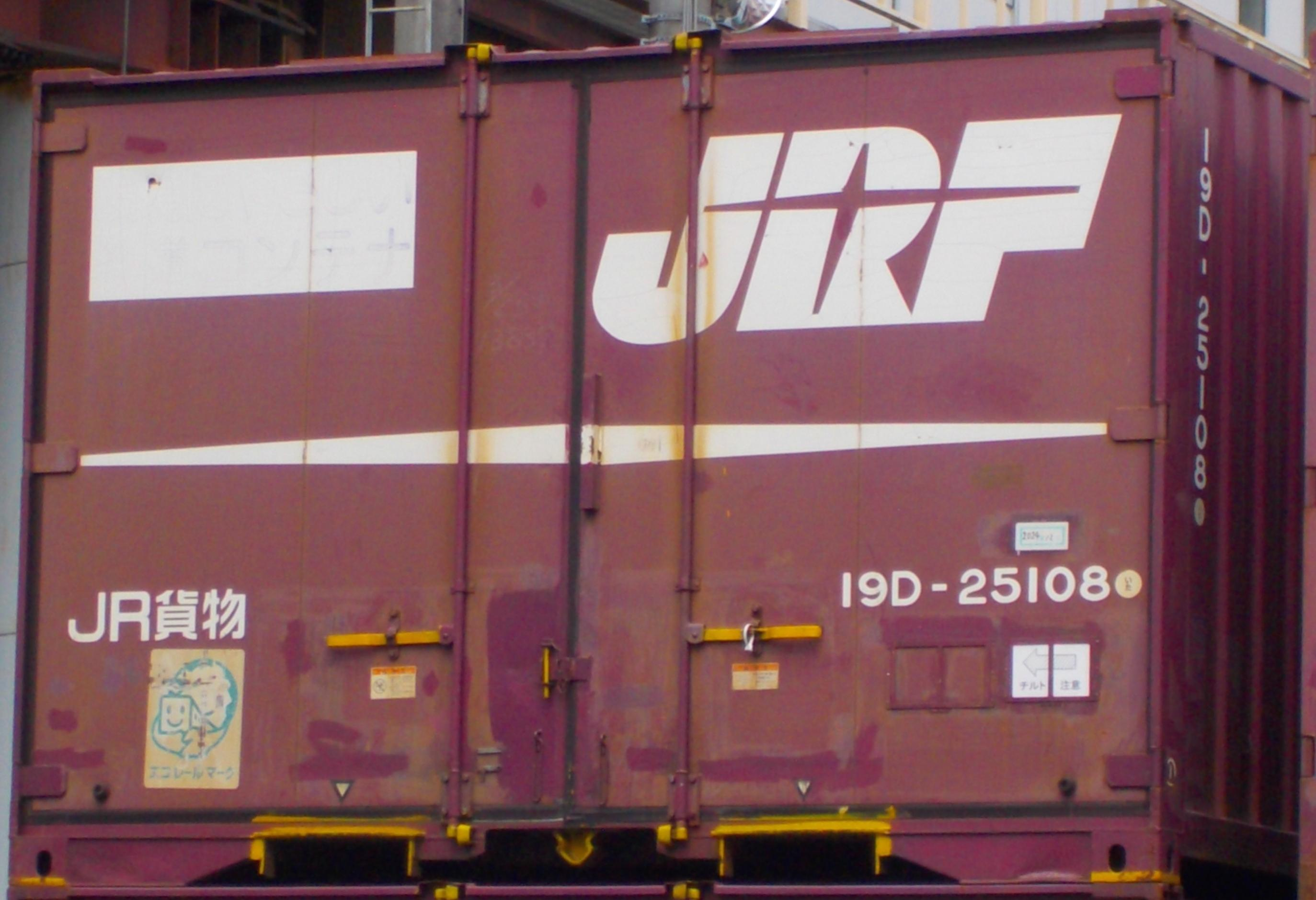
5000番台、19D-25108。（茨城県／土浦駅にて、2024年7月20日撮影）
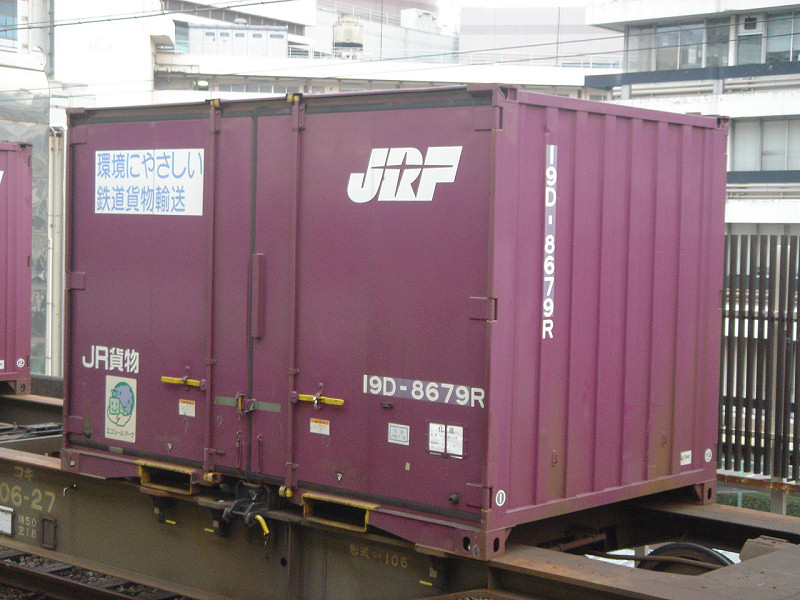
更新工事が行われた19D-8679Rの末尾に「R」の文字を追記している事例。（千葉県／蘇我駅にて、2008年7月26日撮影）
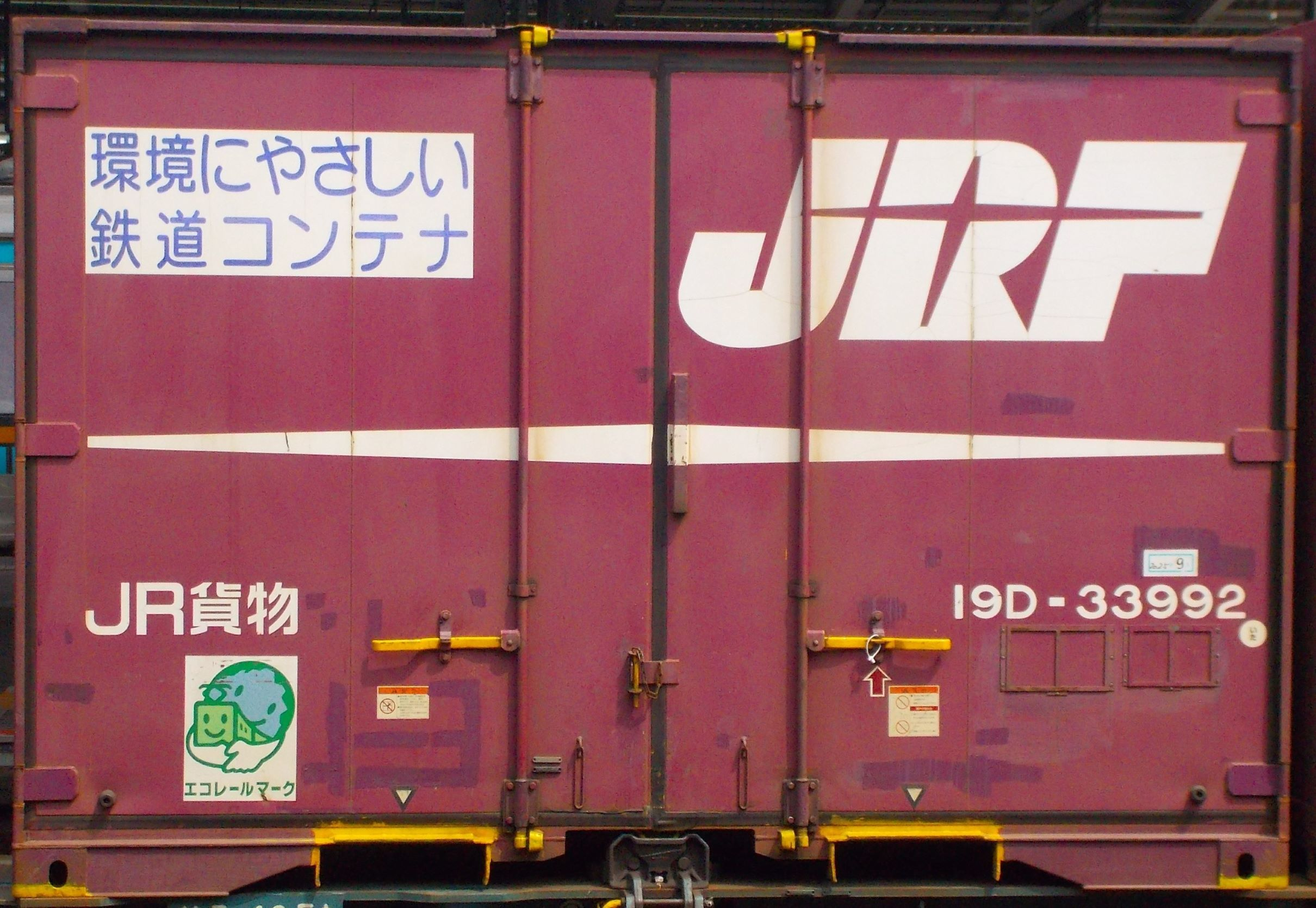
30000番台東急車両製、19D-33992。（埼玉県／大宮駅にて、2025年4月8日撮影）
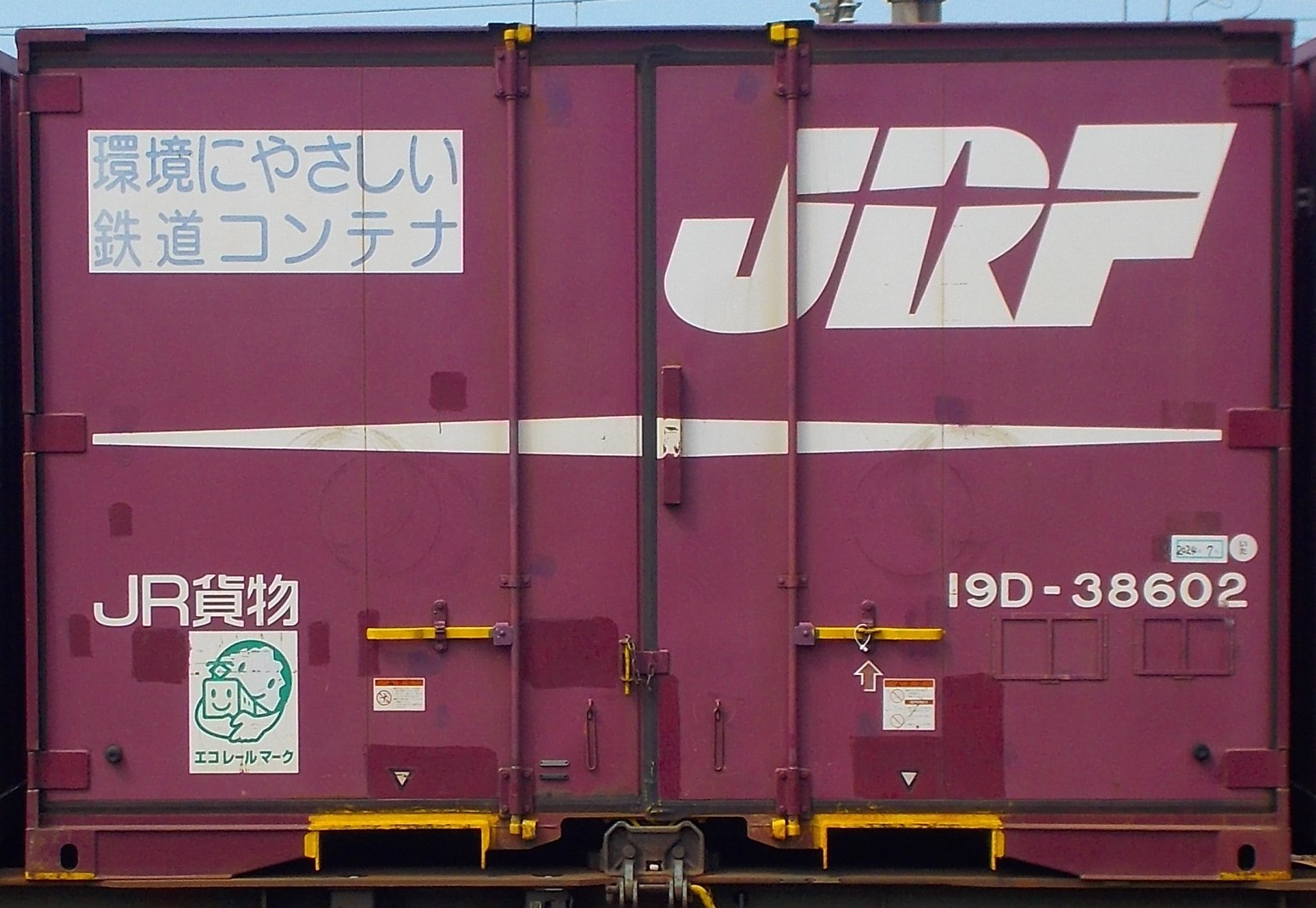
30000番台CIMC製、19D-38602。（新潟県／東新潟駅にて、2024年3月30日撮影）
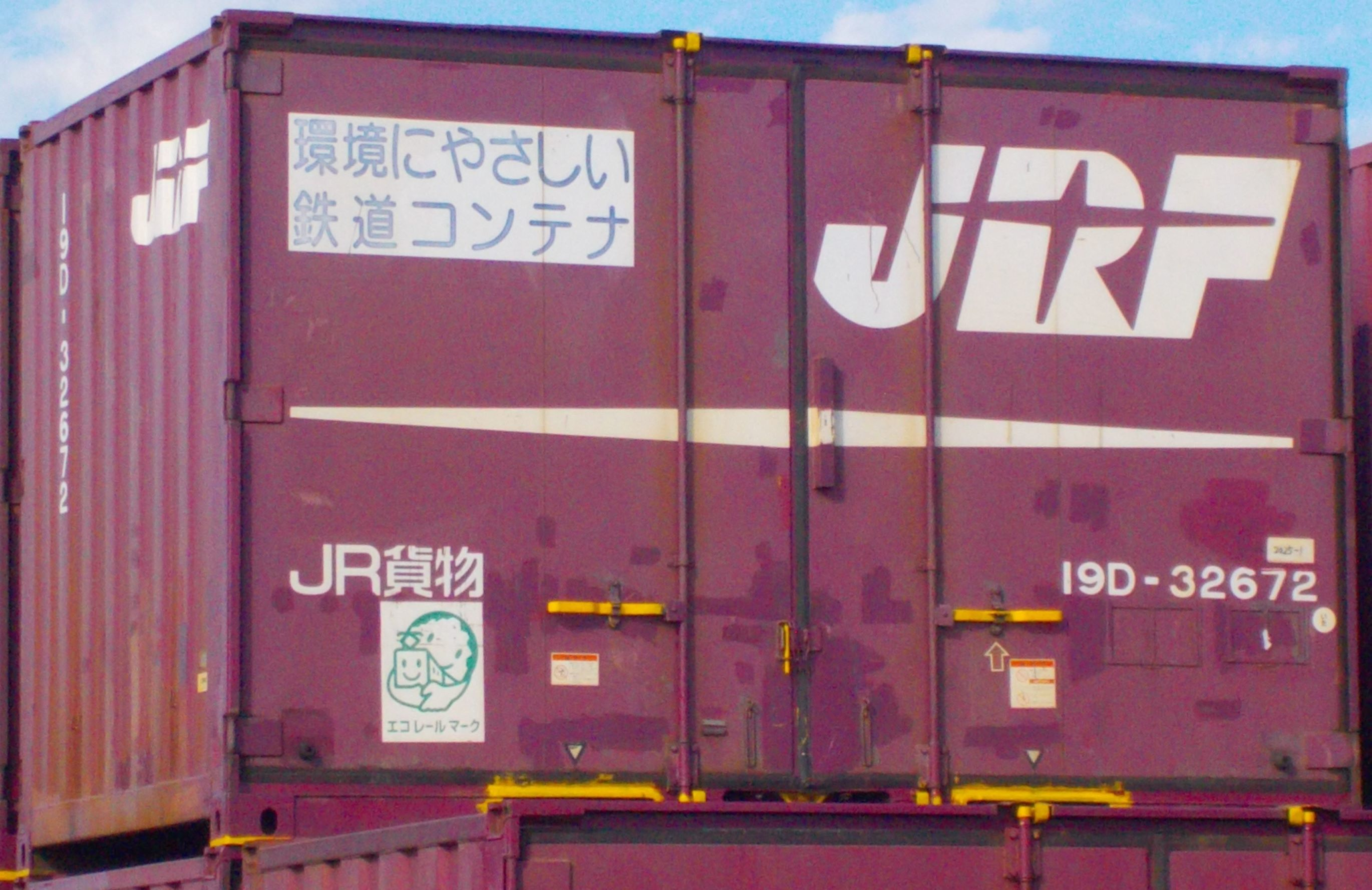
エラーロゴの19D-32672。（福島県／小名浜駅にて、2024年7月30日撮影）
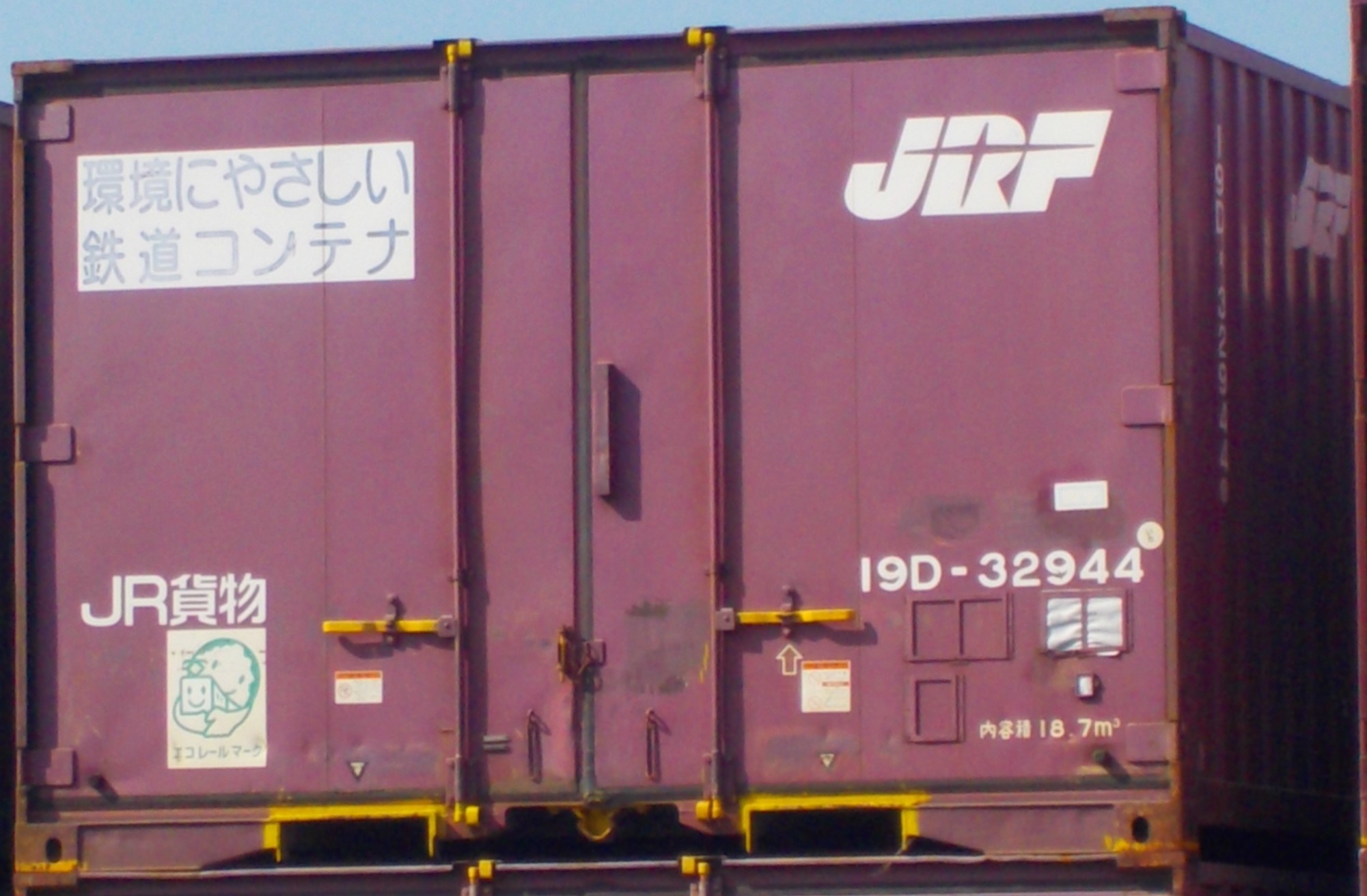
エラーロゴの19D-32944。（千葉県／千葉貨物駅にて、2023年10月28日撮影）
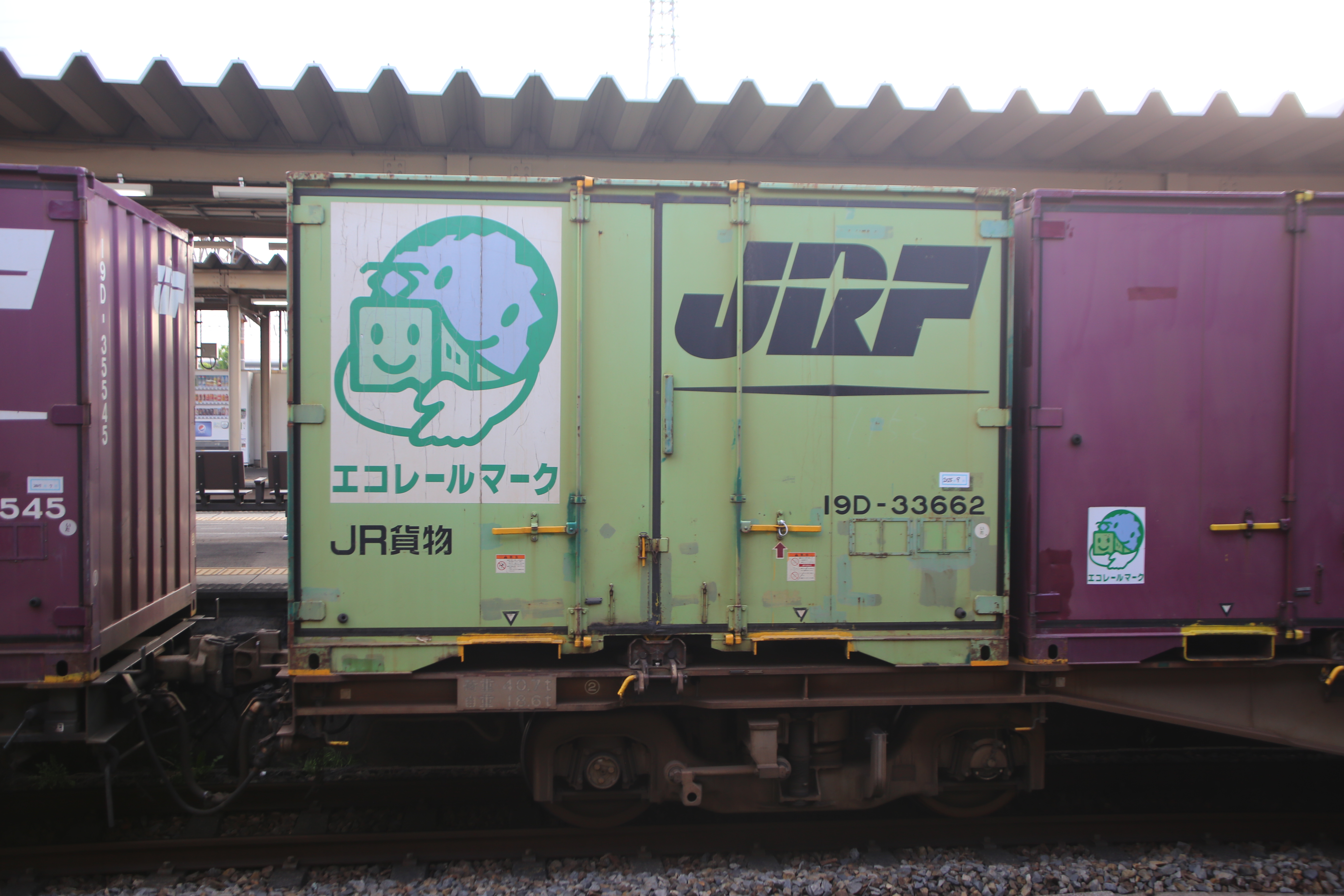
50周年記念コンテナ、19D-33662。（愛知県／笠寺駅にて、2025年5月1日撮影）
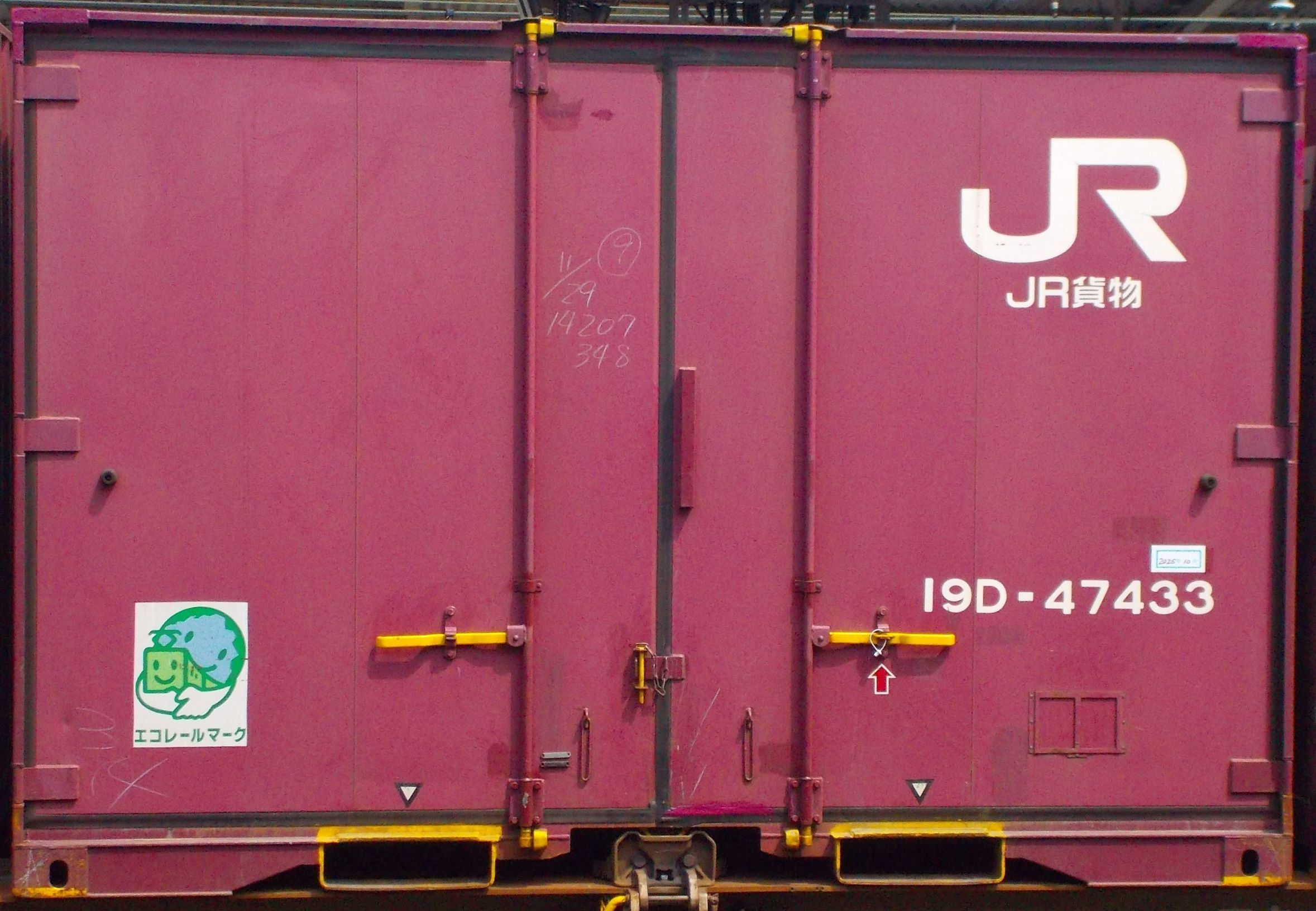
JRマーク塗装の総合車両製、19D-47433。（埼玉県／大宮駅にて、2025年4月8日撮影）
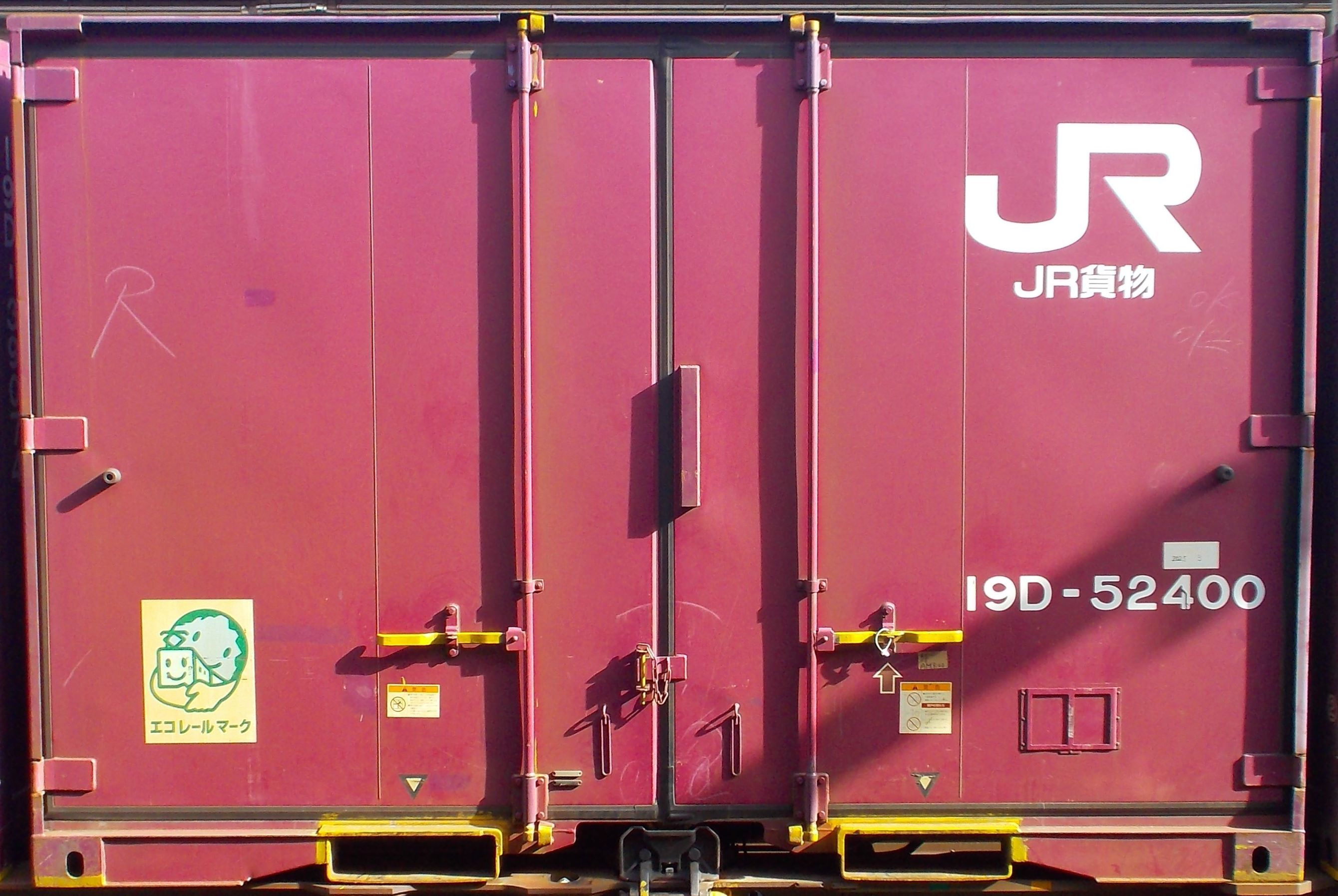
JRマーク塗装のCIMC製、19D-52400。（埼玉県／大宮駅にて、2024年12月27日撮影）
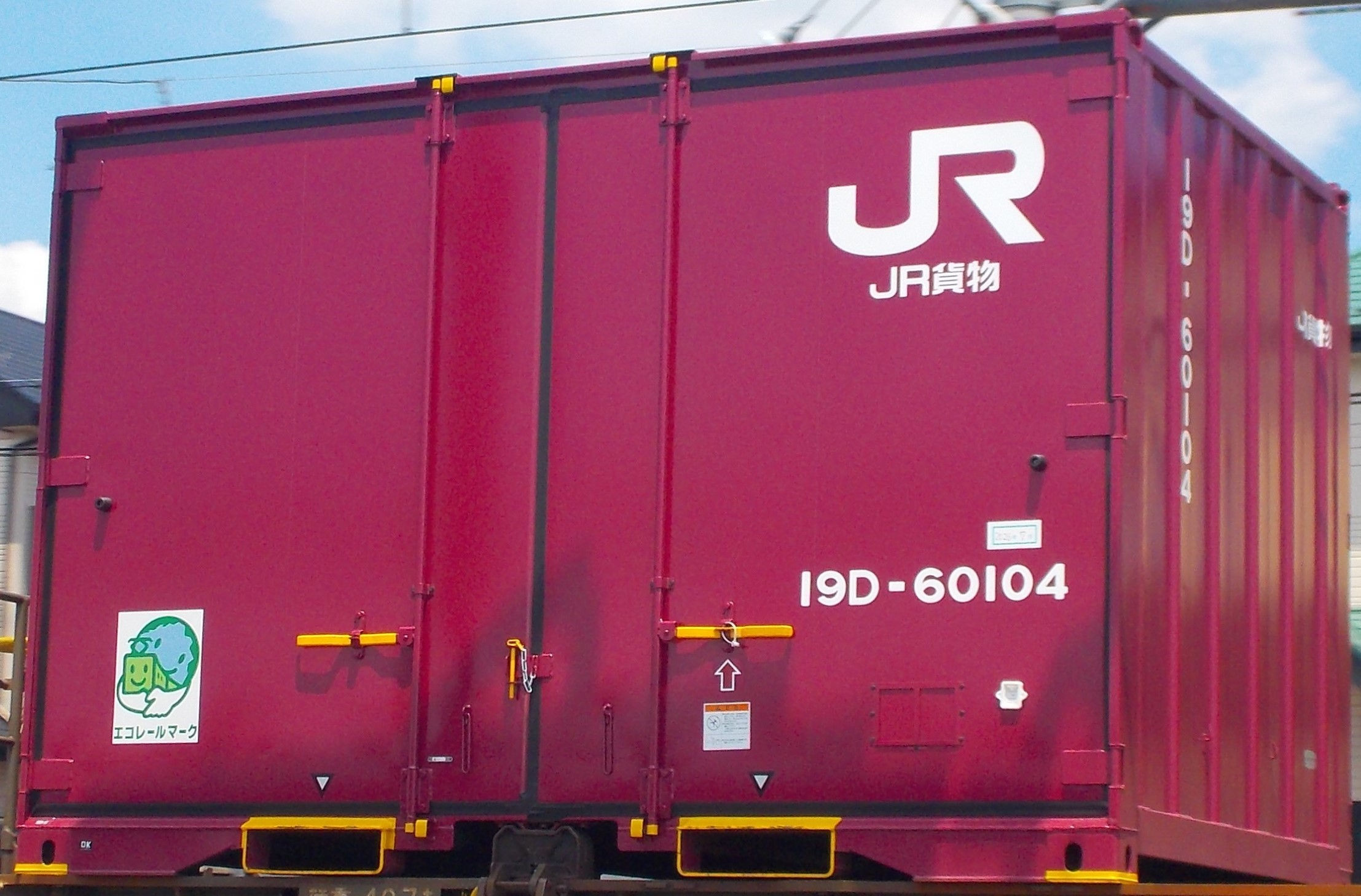
60000番台総合車両製、19D-60104。（埼玉県／北上尾⇔桶川間にて、2025年7月28日撮影）
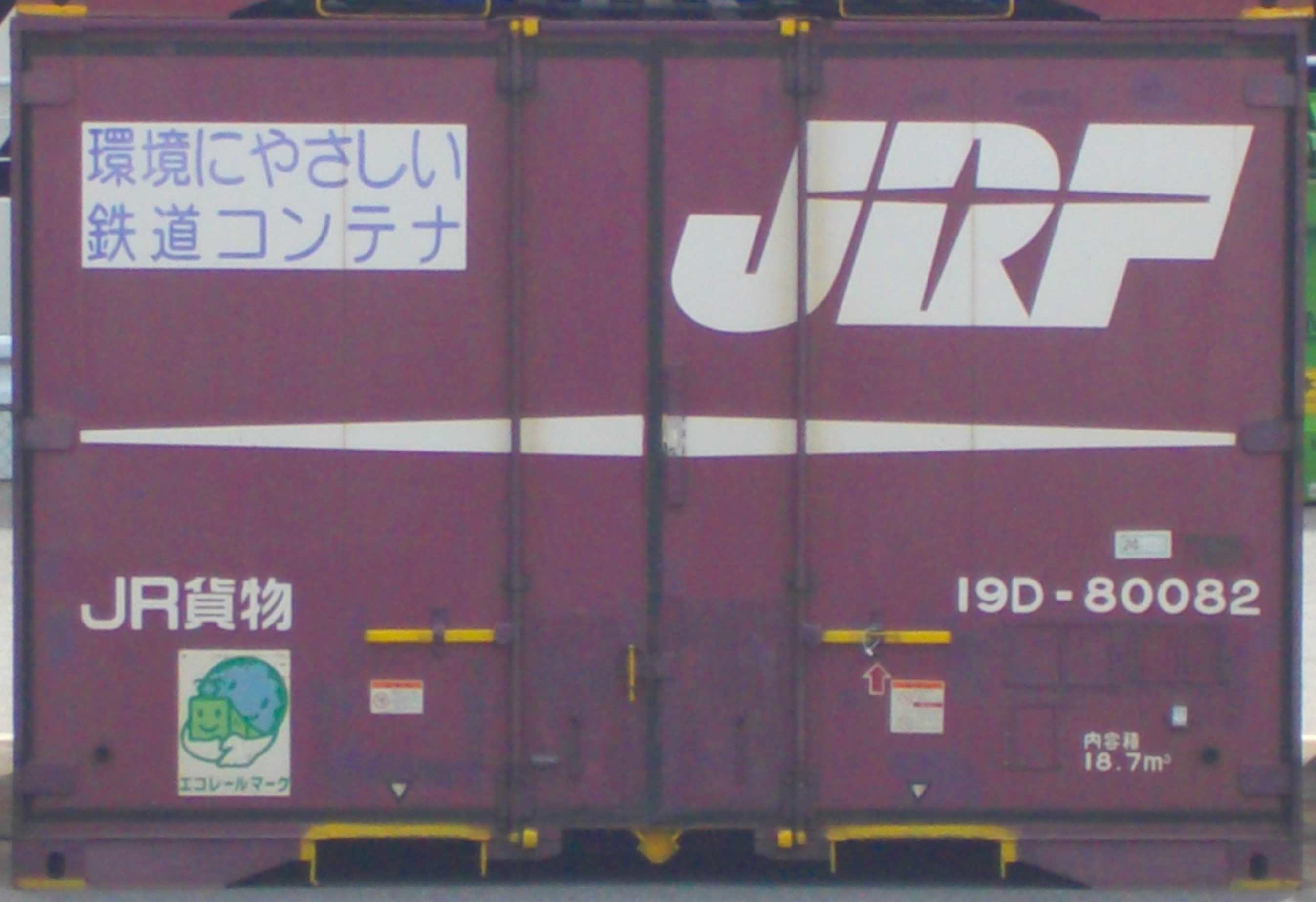
80000番台、19D-80082。（茨城県／土浦駅にて、2024年7月20日撮影）
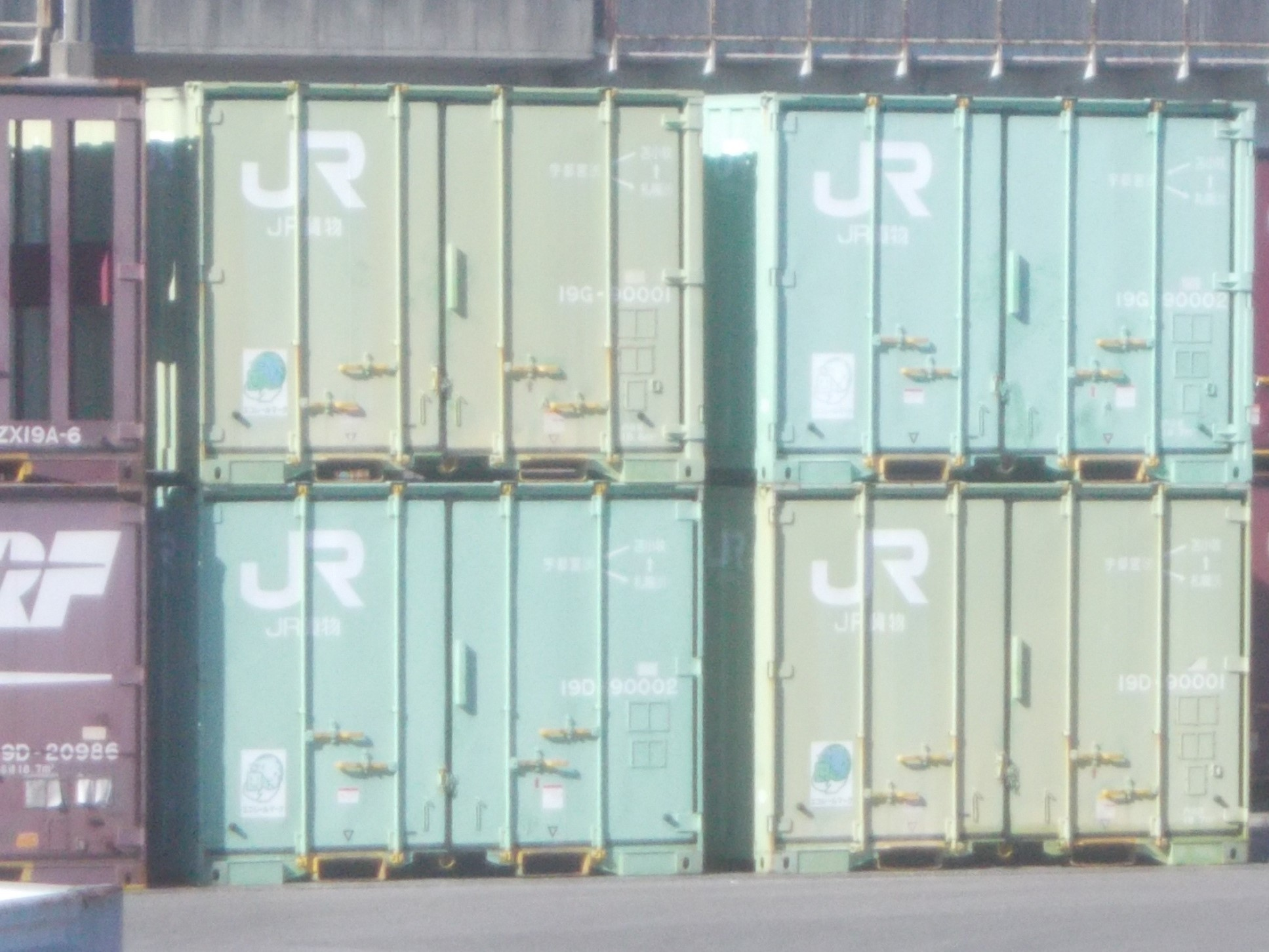
90000番台、19D-90001、90002。（栃木県／宇都宮(タ)にて、2022年8月27日撮影）下二つが19D。
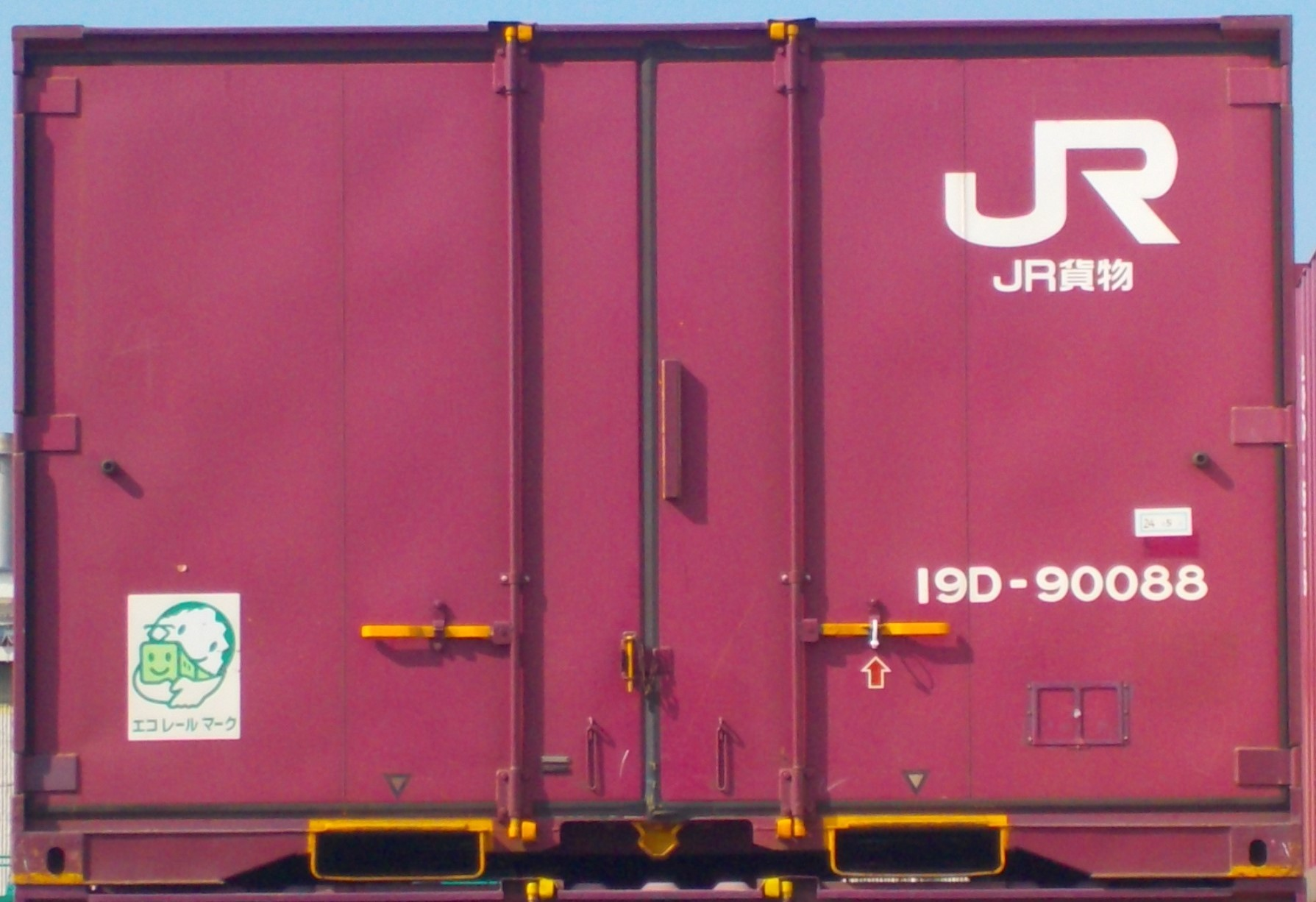
90000番台、19D-90088。（千葉県／千葉貨物駅にて、2023年10月28日撮影）
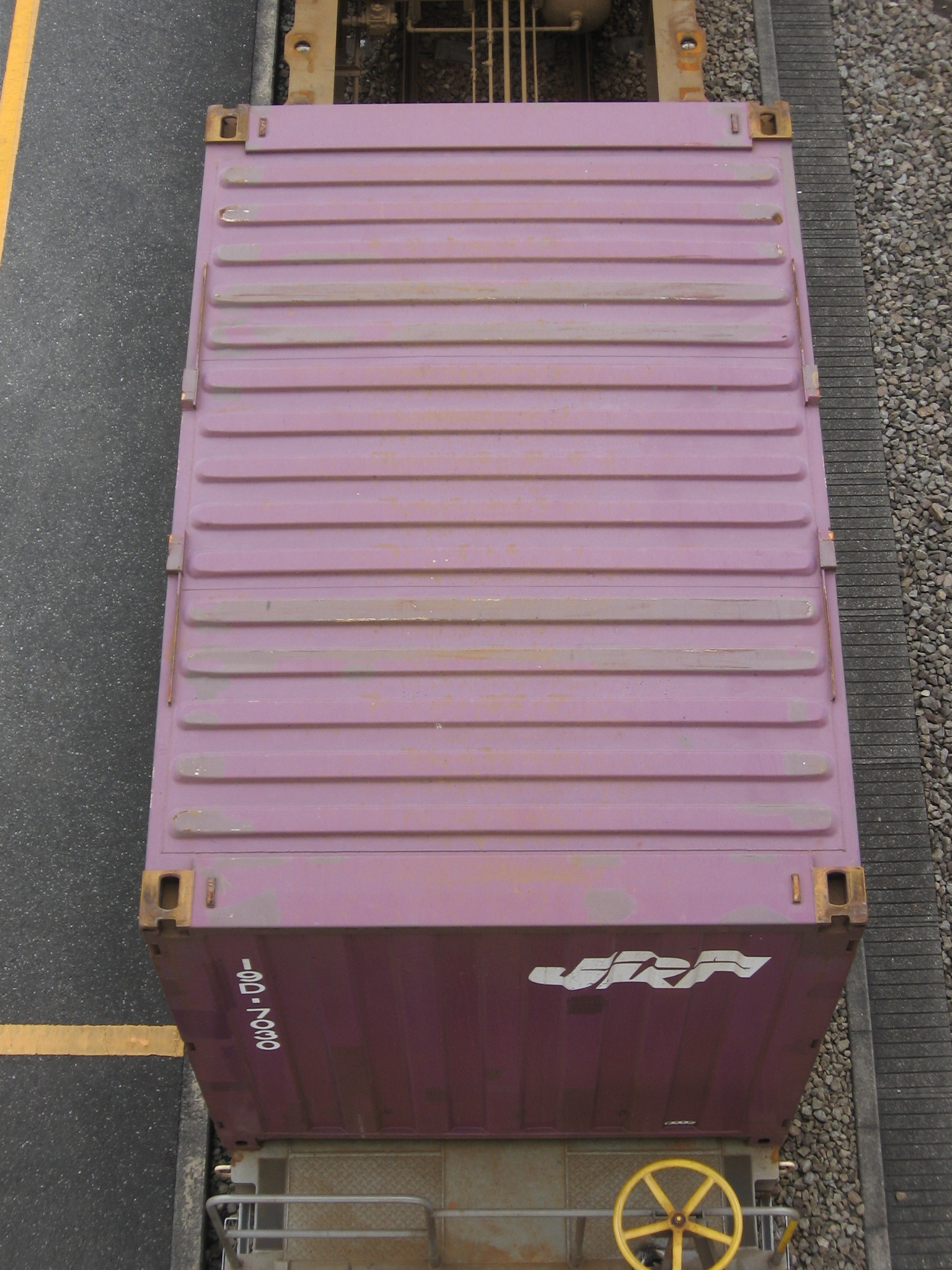
上部四隅には、緊急時にクレーン吊り作業に対応した、簡易式隅金具が新たに設置された19D-7030の天井風景。また屋根がリブ加工されている事がわかる。

## 現状
2008年（平成20年）度以降、老朽化による安全上の瑕疵や、多額の補修費が掛かる個体が、新たに製造された本形式や、20D形により置き換えが進められている。これにより更新費用対効果が認められない固体は売却または廃棄されたり、安全性が確保されている固体では静脈物流専用のW19D形や、業務用として死重用途のZD19D形や、Z19D形、ZX19A形に改造されたりしている。2019年（令和元年）7月以降、旧東急車輛製造の個体（側面水切り部に段差のある、25501以降の個体を除く）以外は、アスベスト問題の為、順に解体処分されている。2025年（令和7年）4月5日現在、20,923個が使用されている。

### リニューアル工事
2007年（平成19年）以降、リニューアル工事が行われている。これらの個体には、当初「R」標記のシールが張られていたが、後に◇の中にリと書かれてシールに変更された。リニューアル工事と平行して、ベニア板の老朽化が進んでいる個体には、板を張り替える工事が進んでいる。これらの個体には、「○の中に『板』」と書かれてシールが張られている。

### 保存・展示品
貨物としての使用用途が終わった19D-5001が、整備の上、鉄道博物館においてコキ50000に積載状態で展示されている。2016年（平成28年）4月には、京都鉄道博物館での展示用として28901番が総合車両製作所で新製された。